# أورا دانغلو
أورا دانغلو (بالإيطالية: Aura D'Angelo) هي مغنية إيطالية، ولدت في 5 مارس 1939 في جنوة في إيطاليا.

## وصلات خارجية
- أورا دانغلو على موقع ميوزك برينز (الإنجليزية)
- أورا دانغلو على موقع ديسكوغز (الإنجليزية)